# McCartney III Imagined
McCartney III Imagined es un álbum de remezclas de McCartney III, 18.o álbum de estudio del músico y compositor británico Paul McCartney. Fue lanzado digitalmente el 16 de abril de 2021, con una versión física siendo publicada en julio.
Posee la participación de músicos como Beck, Idris Elba, Damon Albarn, Josh Homme y St. Vincent, entre otros. Fue producido por el propio McCartney.
Como parte de su promoción se lanzó el sencillo The Kiss of Venus, donde McCartney canta a duo con el cantante estadounidense Dominic Fike el 11 de marzo de 2021.

## Antecedentes
McCartney lanzó décimo octavo disco el 18 de diciembre de 2020, el cual fue titulado McCartney III, y que se considera como parte de una trilogía de discos del mismo nombre (McCartney de 1970 y McCartney II de 1980).
Pese a ello, el 11 de marzo de 2021 anunció, luego de varios días de publicación crípticas en sus redes sociales, que el 16 de abril de 2021 lanzaría una versión revisada de McCartney III, y que contaría con la participación de varios artistas invitados.

## Lanzamiento y promoción
Como sencillo promocional, McCartney lanzó el 11 de marzo de 2021 The Kiss of Venus, canción regrabada con el rapero estadounidense Dominic Fike, con su respectivo video, que fue grabado en Nueva York. El vídeo muestra a Fike en varias locaciones, incluyendo la imprenta de The New York Times, y a McCartney al final del video, leyendo un ejemplar de prensa. La cubierta del sencillo muestra un dado blanco con sus puntos en tonos grisáceos, proyectando una sombra sobre un fondo también blanco.
McCartney también subió a su Twitter un cartel promocional con el #ThreeImaginated, donde se ven dados de colores sobre un fondo blanco, con los nombres de algunos colaboradores del álbum, como Dominic Fike (morado), Beck (gris), Josh Homme (naranja claro), 3D RDN (morado claro), Anderson .Paak (azul celeste),Phoebe Bridgers (azul verde), Idris Elba (amarillo), Damon Albarn (rosa claro), Blood Orange (naranja oscuro), Khruangbin (azul oscuro) y St. Vincent (verde claro).
El 25 de marzo lanzó un promocional de la canción Find My Way con Beck, donde se ve una secuencia de los dos álbumes y un tocadiscos.
McCartney también lanzó dos ediciones limitades en vinilo del álbum en versión picture disc: Una con vinilo "salpicado" o de diversos colores, y otro de color rosado. Ambas ediciones se agotaron en tiempo record y contenían una portada modificada de la edición original del 2020, es decir, con un dado sostenido en uno de sus esquinas, mostrando el número 3, con una mezcla irregular de colores sobre un fondo negro.

## Crítica y recepción
El álbum recibió críticas generalmente positivas. La revista británica NME le dio una calificación de 4/5 y su crítico Thomas Smith afirmó: "'McCartney III: Imagined': Macca brilla con un poco de ayuda de sus amigos."
Exclaim, revista de Canadá le dio 80/100 y afirmó: "McCartney III es más que un álbum de versiones promedio: cada colaborador transforma los esqueletos de las canciones de McCartney en algo nuevo, lo que hace que el álbum sea una colección poco convencional de pistas que eluden las reglas del género y la cohesión sonora". Clash le dio 80/100 y afirmó del álbum que era: "Una selección fascinante y verdaderamente agradable de tomas alternativas de un elenco de estrellas".
Metacritic le dio un puntaje de 84/100 basado en el promedio de otras críticas.
Pese a las buenas críticas, The Irish Times le dio un puntaje de 2/5 y afirmó: "Que los resultados sean mejores que los del álbum original no es una sorpresa: McCartney III no sorprende exactamente al oyente con melodías memorables, pero hay ocasiones en las que las versiones y los remixes exploran , desenterrar y revitalizar".

## Lista de canciones
| N.º | Título                                             | Duración |  |
| 1.  | «Find My Way» (con Beck)                           |          |  |
| 2.  | «The Kiss of Venus» (con Dominic Fike)             |          |  |
| 3.  | «Pretty Boys» (con Khruangbin)                     |          |  |
| 4.  | «Woman and Wives» (Remix con St. Vincent)          |          |  |
| 5.  | «Deep Down» (Remix con Blood Orange)               |          |  |
| 6.  | «Seize The Day» (con Phoebe Bridgers)              |          |  |
| 7.  | «Slidin'» (Remix con EOB)                          |          |  |
| 8.  | «Long Tailed Winter Bird» (Remix con Damon Albarn) |          |  |
| 9.  | «Lavatory Lil» (con Josh Homme)                    |          |  |
| 10. | «When Winter Comes» (Remix con Anderson Paak)      |          |  |
| 11. | «Deep Deep Feeling» (Remix con 3D RDN)             |          |  |
| 12. | «Long Tailed Winter Bird» (Remix con Idris Elba)   |          |  |